# Malícia
Malícia (títol original en anglès, Malice) és una pel·lícula estatunidenca del 1993 dirigida per Harold Becker i protagonitzada per Nicole Kidman, Alec Baldwin i Bill Pullman.

## Argument
La pel·lícula tracta d'un matrimoni format per l'Andy (Bill Pullman), sotsdegà d'alumnes d'un institut, i la Tracy (Nicole Kidman), voluntària en una llar d'infants, que viuen en una mansió victoriana, i apareix en les seves vides en Jed (Alec Baldwin), un metge nou de la ciutat, que acaba llogant-los el pis superior de la mansió. Una nit es comet una agressió a una jove, i es produeixen més agressions sexuals i assassinats a noies que tenen en comú ser alumnes de l'institut on treballa l'Andy, que es convertirà en el principal sospitós.

## Repartiment
- Nicole Kidman
- Alec Baldwin
- Bill Pullman
- Bebe Neuwirth
- Gwyneth Paltrow
- George C. Scott
- Anne Bancroft
- Peter Gallagher
- Josef Sommer
- Tobin Bell
- William Duff-Griffin
- Debrah Farentino
- David Bowe